# Liste von Mandolinisten

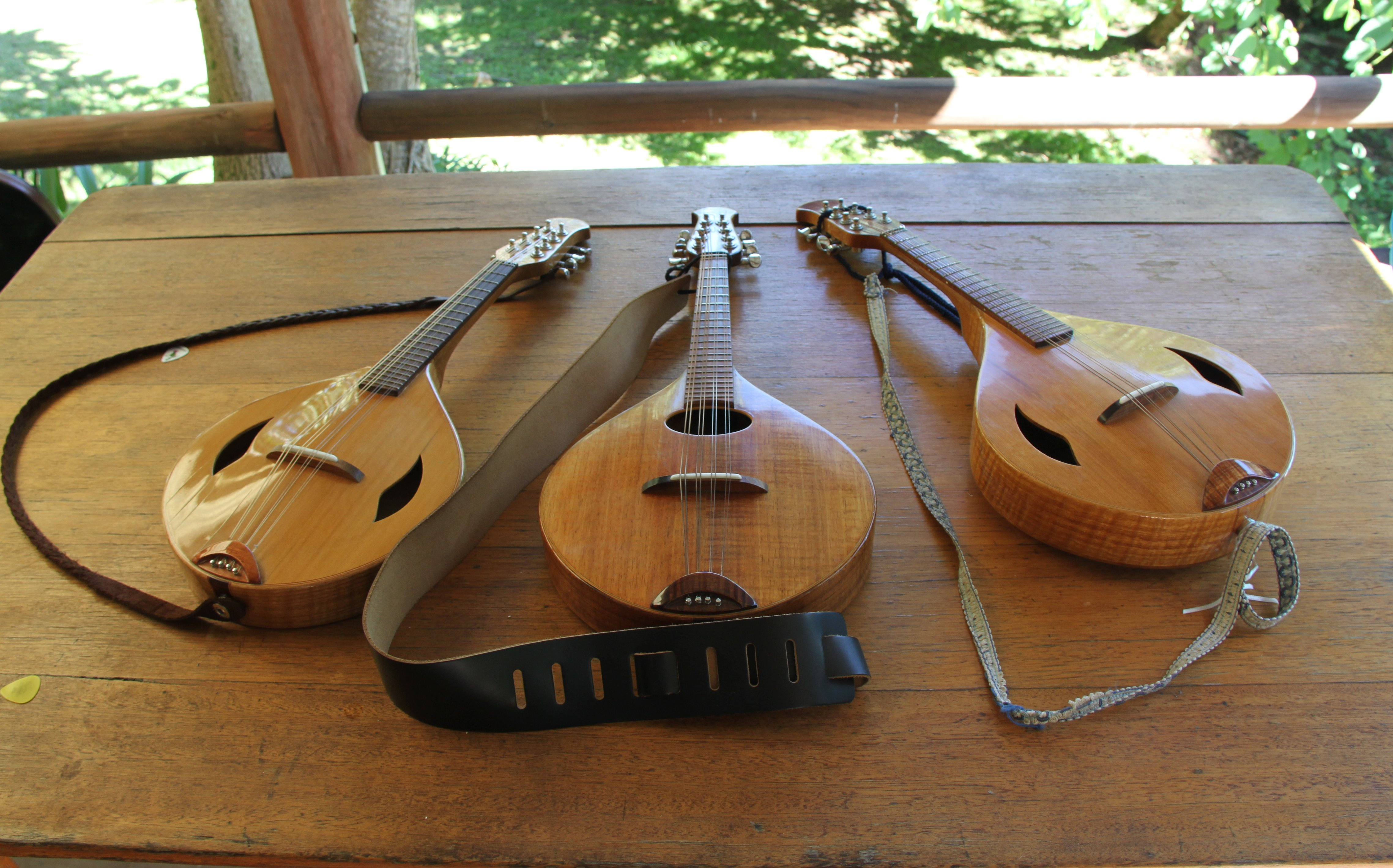
Drei moderne Mandolinen

Dies ist eine Liste von Spielern der Mandoline oder verwandter Instrumente der Mandolinenfamilie. Die Einträge sind innerhalb der Musikrichtung alphabetisch geordnet.

## KlassischeMandoline und moderneZupfmusik
- Serafino Alassio (1836–1915)
- Heinrich Albert (1870–1950)
- Erich Aust (um 1900 – um 1970)
- Avi Avital (* 1978)
- Friedrich August Baumbach (1753–1813)
- Bartolomeo Bortolazzi (1772–1846)
- Paul Bozasch (um 1890 – um 1950)
- Joseph Brent (* 1976)
- Raffaele Calace (1863–1934)
- Marco Luca Capucci (* um 1980)
- Jorgo Chartofilax (1898–1962)
- Alfred Cottin (1863–1923)
- Jules Cottin (1868–1922)
- Madeleine Cottin (1876–1966)
- Sylvain Dagosto (1917–2015)
- Alfred Dittrich (1910–1975)
- Anne Farahani, geb. Wolf (* 1987)
- Michele Fasano (1867 – nach 1935)
- Erhard Fietz (1934–2007)
- Federigo Fiorillo (1755–1823)
- Ebbe Grims-land (1915–2015)
- David Hahn (* 1956)
- Keith Harris (* 1949)
- Renate Haufe, geb. Winkler (* 1940)
- Carl Henze (1872–1946)
- Erna Henze, geb. Hein (1898–1981)
- Helene Henze, geb. Baars (1875–1942)
- Hiruma Kenpachi (1864–1936)
- Hiruma Kinuko (1914–2002)
- Giovanni Hoffmann (um 1770 – 1814/40)
- Ursula Horn, geb. Fechner (1932–2015)
- Ursula Junghanns, geb. Mann (* 1942)
- Masayuki Kawaguchi (* 1948)
- Günther Koch (* 1932)
- Jan Křtitel Kuchař (1751–1829)
- Felix Kunstheim (um 1890 – um 1960)
- Yasuo Kuwahara (1946–2003)
- Christian Laier (* 1982)
- Caterina Lichtenberg (* 1969)
- Gerd Lindner-Bonelli (1922–2006)
- Ariane Lorch, geb. Zernecke (* 1974)
- Marilynn Mair (* 1948)
- Julien Martineau (* 1978)
- François Menichetti (1894–1969)
- Edwin Mertes (* 1939)
- Maria Cleofe Miotti (* um 1980)
- Mario Monti (1923–2006)
- Vittorio Monti (1868–1922)
- Carlo Munier (1858–1911)
- Alfred Münzberg (1922–2009)
- Ochi Takashi (1934–2010)
- Mark O’Connor (* 1961)
- Ugo Orlandi (* 1958)
- Katsia Prakopchyk (* 1979)
- Erich Rabback (1909 – nach 1993)
- Silvio Ranieri (1882–1956)
- Erich Repke (1902–1995)
- Jeanne Ricada-Mathorez (1887–1980)
- André Saint-Clivier (1913–2013)
- Alon Sariel (* 1986)
- Giacomo Sartori (1860–1946)
- Edith Schilbach (1927–2015)
- Willi Schlinske (1904–1969)
- Maria Scivittaro (1891–1981)
- Giuseppe Silvestri (1841–1921)
- Detlef Tewes (* 1960)
- Jacob Thomas (1909 – nach 1968)
- Steffen Trekel (* 1968)
- Erhard Walther (* 1930)
- Charlotte Weber (1904–1969)
- Viktor Weiße (1898–1987)
- Gertrud Weyhofen (* 1966)
- Ingeburg Wießner (1924–2011)
- Marga Wilden-Hüsgen (* 1942)
- Konrad Wölki (1904–1983)

## Jazz
- Jason Anick (* 1985)
- Ulli Bartel (* 1959)
- Jay Berliner (* 1940)
- Charles Burnham (* 1950)
- David Grisman (* 1945)
- Hajo Hoffmann (1958–2015)
- Hamilton de Holanda (* 1976)
- Martin Lejeune (* 1964)
- Mike Marshall (* 1957)
- Martin „Schmiddi“ Schmidt (* 1966)
- Don Stiernberg (* 1956)
- Al Viola (1919–2007)

## Blues
- Charlie Burse (1901–1965)
- Ry Cooder (* 1947)
- Rory Gallagher (1948–1995)
- Leadbelly (1889–1949)
- Fiddlin’ Joe Martin (1900–1975)
- Papa Charlie McCoy (1909–1950)
- Al Miller
- Yank Rachell (1910–1997)
- Knut Reiersrud (* 1961)
- Jim Schwall (1942–2022)
- Johnny „Man“ Young (1918–1974)

## Old-Time,BluegrassundCountry
- Norman Blake (* 1938)
- Jethro Burns (1920–1989)
- Buzz Busby (1933–2003)
- Sam Bush (* 1952)
- James Carson (1918–2007)
- Jesse Cobb (Infamous Stringdusters)
- David Grisman (* 1945)
- Ted Hawkins (1894–1985)
- Sierra Hull (* 1991)
- Pee Wee Lambert (1924–1965)
- Rebecca Lovell (* 1991)
- Mike Marshall (* 1957)
- Bill Monroe (1911–1996)
- Tim O’Brien (* 1954)
- Mark O’Connor (* 1961)
- Gene Parsons (* 1944)
- Fiddlin’ Doc Roberts (1897–1978)
- Ricky Skaggs (* 1954)
- Arthur Smith (1921–2014)
- Marty Stuart (* 1958)
- Chris Thile (* 1981)
- Dan Tyminski (* 1967)
- Rhonda Vincent (* 1962)

## Choro
- Pedro Amorim (* 1958)
- Jacob do Bandolim (1918–1969)
- Nilze Carvalho (* 1969)
- Hamilton de Holanda (* 1976)
- Luperce Miranda (1904–1977)
- Artur de Souza Nascimento (1886–1957)
- Paulinho da Viola (* 1942)

## FolkundWeltmusik
- Norman Blake (* 1938)
- Francisco Canaro (1880–1964)
- Ry Cooder (* 1947)
- Brian McDonagh (Dervish)
- Andy Irvine (* 1942)
- Barney McKenna (1939–2012)
- Gallagher and Lyle
- Cambria Goodwin (Port O’Brien)
- Peter Ostroushko (* 1953)
- Erich Schmeckenbecher (* 1953)
- John Sheahan (* 1939)
- U. Shrinivas (1969–2014)
- Chris Thile (* 1981)
- Saúl Vera (* 1959)
- Terry Woods (* 1947)

## RockundPop
- Eric Bazilian (* 1953) (The Hooters)
- Peter Buck (* 1956) (R.E.M.)
- Jeff DaRosa (* 1982) (Dropkick Murphys)
- Ryan Delahoussaye (* 1976)
- Jürgen Ehle (* 1956)
- Warren Ellis (The Bad Seeds)
- Heinz Geisler (* 1950)
- Chris Hillman (* 1944)
- Michael Hofmann-von der Weiden (Chantal)
- Jens Jensen (* 1964)
- John Paul Jones (* 1946)
- Rebecca Lovell (* 1991)
- David Mansfield (* 1956)
- Mike Oldfield (* 1953)
- Dave Pegg (* 1947)
- Robert Schmidt (Flogging Molly)
- Hans Süper (1936–2022) (Colonia Duett)
- Fred Tackett (* 1945)
- Steven Van Zandt (* 1950) (E Street Band)